# Araeoncus
Araeoncus là một chi nhện trong họ Linyphiidae.